# Elmira (Missouri)
Elmira – wieś w Stanach Zjednoczonych, w stanie Missouri, w hrabstwie Ray.